# Condado de Benton (Tennessee)
O Condado de Benton é um dos 95 condados do Estado americano do Tennessee. A sede do condado é Camden, e sua maior cidade é Camden. O condado possui uma área de 1 130 km² (dos quais 107 km² estão cobertos por água), uma população de 16 537 habitantes, e uma densidade populacional de 16 hab/km² (segundo o censo nacional de 2000). O condado foi fundado em 19 de dezembro de 1805.